# 오병세
오병세(吳秉世, 1926년 4월 3일~2016년 6월 8일) 경북 봉화 출생으로 호는 한석(漢石)이며, 목사, 신학자, 교육자이다. 고신대학교 총장을 역임했으며 대한예수교장로회(고신) 총회장을 역임했다. 한국신학계의 1세대 구약신학자이다.

## 학력
- 고려신학교 졸업(1946년 9월 ~ 1951년 6월)
- 미국 커번넌트 신학교(신학사 B.D.)(1954년 9월 ~ 1957년 5월)
- 미국 컨콜디아 신학교(신학석사 S.T.M.)(1957년 9월 ~ 1959년 6월)
- 미국 컨콜디아 신학교(신학박사 Th.D.)(1959년 9월 ~ 1961년 5월)

## 약력
- 고려신학교 교수 역임 (1961년 9월 ~ 1971년 2월)
- 고려신학교 교장 역임 (1964년 12월 ~ 1965년 12월)
- 대한예수교장로회(고신) 총회장 역임(제19회) (1969년 9월 ~ 1970년 9월)
- 고려신학대학 교수 역임 (1971년 3월 ~ 1981년 2월)
- 고려신학대학 학장 역임 (1975년 4월 ~ 1979년 4월)
- 고려신학대학 대학원장 역임 (1979년 4월 ~ 1982년 6월)
- 개혁주의신행협회 이사장 역임 (1961년 9월 ~ 1971년 2월)
- 고신대학교 신학대학원장(1981년 3월 ~ 1982년 6월)
- 고신대학교 총장 역임 (1994년 3월 ~ 1996년 8월)
- 고신대학교 명예교수 역임 (2006년 9월 ~ 2016년 6월)
- 소천(2016년 6월 8일)

## 저서
- 소리지르는 돌들 (1972)
- 신학사전(편집) (1978)
- 그러므로의 생애 (1980)
- 신약개설 (1986)
- 사해문서연구 (1989)
- 교회,교육,신학 (1989)

## 같이 보기
- 한상동
- 박윤선
- 허순길
- 이승미
- 하승무
- 한국의 신학자 목록
- 개혁신학자

## 상훈
- 대한민국 국민훈장 모란장 수훈(1996년 8월 21일)

## 참고 문헌
- '남기고 싶은 이야기 오병세 박사 편', (주)교회복음신문, 하승무 기자, 1992년 1월 20일자, 2월 23일자
- '개혁신학자 한석 오병세 박사의 신학과 신앙', 하승무, 2016년 8월 26일